# Greg Parker (Leichtathlet)
Greg Parker (Gregory John Parker; * 21. Juni 1960) ist ein ehemaliger australischer Sprinter, der sich auf den 400-Meter-Lauf spezialisiert hatte.
Bei den Commonwealth Games 1982 in Brisbane wurde er Achter im Einzelbewerb, wobei er im Halbfinale mit 46,22 s seine persönliche Bestzeit aufstellte, und gewann Silber in der 4-mal-400-Meter-Staffel.